# 제2차 세계 대전 기간의 몽골

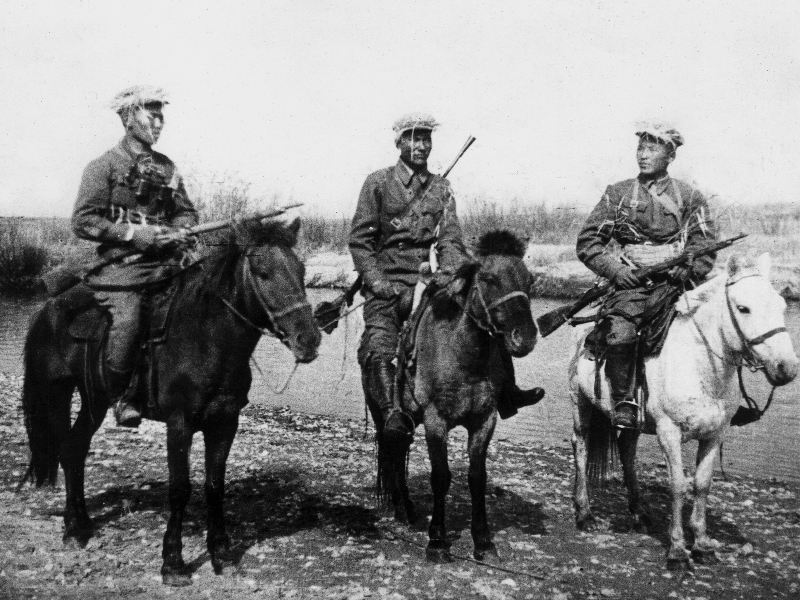
할힌골 전투에 참전한 몽골 인민군 기병대

제2차 세계 대전의 몽골은 제2차 세계 대전 당시 몽골의 군사, 정치, 경제, 사회 등에 대해 다룬다. 제2차 세계 대전 시기 몽골 인민공화국은 소련에게만 인정을 받은 미승인 국가로, 몽골 인민공화국의 외교권과 군사권 등은 소련에 크게 의존하고 있던 상황이었다.
몽골 인민공화국은 제2차 세계 대전이 발발하기 이전인 1932년부터 일본 제국과 국경 문제를 두고 여러 차례 전투를 벌였다. 1938년 하산호 전투와 1939년 할힌골 전투에서 일본군이 패배한 이후 1941년 4월 13일 소련-일본 중립 조약 체결에 따라 일본이 몽골의 국경과 영토를 인정하였다. 1941년 6월 독일과 소련의 전쟁이 발발했을 때, 몽골 정부는 자금을 모아 제112전차여단과 몽골 아라트 편대를 편성하게 해주었다. 이후 몽골은 독소전쟁 기간 동안 가죽, 모피, 텅스텐 등 주요 천연자원과 원자재를 소련에 공급했다. 일부 몽골인들은 소련의 붉은 군대에 자원 입대하기도 했다.
1945년 독일과의 전쟁이 끝난 이후 소련이 일본에 전쟁을 선포하면서 몽골 정부 역시 소련과 동맹을 맺고 서만주 지역과 내몽골 지역에서 작전을 수행했다. 소련-일본 전쟁 당시 몽골군은 소련-몽골 기계 기계화군단의 편제에 들어가 있었으며 이 때 지휘관 역시 소련군 장교인 이사 플리예프였다. 1945년 전쟁이 끝난 이후 몽골 정부는 제2차 세계 대전 당시 희생한 몽골 및 소련 병사를 기리고 몽골군의 역사를 알리기 위해 자이승 기념관을 건립했다.
제2차 세계 대전은 몽골의 정치, 외교, 군사를 크게 바꾸어 놓았다. 몽골은 1915년 캬흐타 협정을 통해 러시아로부터 비밀리에 독립이 인정된 상황이었지만 전쟁이 끝난 1946년 승전국 지위 덕분에 중화민국 등 국제사회로부터 독립을 인정받을 수 있었다. 정치적으로도 1940년 헌법의 일부 조항이 완화되기도 했다. 한편 전쟁으로 인해 몽골 횡단철도의 일부 구간은 착공이 지연되었고, 1930년대부터 추진해오던 여러 국가 산업도 미루어졌다.

## 배경

### 러시아-몽골 관계
신해혁명에 맞춰 몽골인들은 1911년 혁명을 일으켰고, 이후 수립된 복드 칸국의 지위를 두고 몽골 정부와 중화민국 정부는 첨예하게 대립했다. 새로 수립된 중화민국 정부는 외몽골 역시 옛 청나라 땅으로 규정하고 중화민국에 반환될 땅이었다고 주장한 반면, 복드 칸국은 1911년 12월 1일 청으로부터의 독립 선언이 유효하다고 보고 있었던 것이다. 몽골의 독립을 두고 이견이 발생하자 러시아 제국의 중재 하에 1915년 캬흐타 협정이 체결되었고, 이 협정에서 외몽골의 독립 대신 외몽골이 중화민국 내에서 자치령으로 유지되는 것이 합의되었다. 그러나 실질적으로 외몽골은 중화민국의 통제권에서 벗어나 있었고, 1919년 돤치루이가 이끄는 중화민국 북양정부가 외몽골을 다시 점령했지만 1921년 러시아 제국의 아시아 기마사단 덕분에 몽골은 독립을 되찾을 수 있었다. 그러나 중화민국의 점령을 계기로 몽골 인민당의 힘이 세지게 되었고, 1921년 붉은 군대의 도움을 받아 몽골 인민당은 혁명을 통해 러시아 백군과 중화민국군을 몽골에서 축출했다.
1921년 3월 몽골 인민당은 몽골 인민군을 수립했고, 1924년 복드 칸이 죽은 후 후임자가 계승되지 않은 상황에서 몽골 인민공화국이 수립되었다. 이후 1930년대 소련에서 이오시프 스탈린이 집권한 이후, 몽골 인민공화국에서도 스탈린식 정치를 추구하는 허를러깅 처이발상이 권력의 핵심세력으로 떠오르게 되었다. 1936년 3월 12일 소련과 몽골은 상호지원협정을 체결하여 협정 외 제3국이 협정 당사국을 공격할 시 전적으로 공격당한 국가를 지원한다는 것에 합의했다. 한편 몽골의 최고 지도자가 된 허를러깅 처이발상은 1936년부터 1939년까지 소련의 지원 하에 자신에 반대하는 세력을 숙청했다.

### 소련-일본 국경 분쟁

일본 북진론자들이 주장한 몽골 및 소련 침공 계획

만주사변 이후 1932년 2월 27일 만주를 완전히 장악한 일본 제국 관동군은 1932년 3월 1일 만주 지역에 괴뢰국인 만주국을 수립했다. 만주국의 경계는 쑹화강 및 아무르강을 경계로 하고 있었지만, 일본 제국군과 소련군, 그리고 몽골 인민군 모두 국경 침범을 빈번히 일삼았다. 몽골 인민군과 일본 제국군이 본격적으로 충돌한 것은 1935년 1월부터였다. 이후 1939년 9월 할힌골 전투에서 몽골-소련 연합군과 일본 제국은 대규모 전투를 벌였다. 이후에도 일본군은 북진론에 입각한 관특연을 1941년 9월 실행하기로 계획하고 있었고 작전 지역에는 외몽골도 포함되어 있었다.

### 대동아공영권
1937년 루거우차오 사건 발생 이후 중일 전쟁이 발발했을 때, 일본 제국군은 1937년 10월 호흐호트와 바오터우를 점령하였다. 이후 1937년 10월 27일 일본 제국은 호흐호트에서 열리는 제2차 몽골인 회의를 지원하였고, 이 회의에서 내몽골 임시법이 통과되고 내몽골 자치 투표가 진행되어 몽골 연합자치정부가 탄생하게 되었다. 한편 1925년 장자커우에서 결성된 내몽골 인민혁명당은 만주사변 이후 제3인터내셔널로부터 해산 명령을 받았고, 해산 후 일부 당원들은 개인 자격으로 각지에서 계속 활동을 이어갔고, 일부 당원들은 중국공산당이 이끄는 혁명에 합류했다. 하지만 내몽골 인민혁명당은 범몽골주의를 내세우며 지속적으로 몽골 인민공화국과의 통합을 시도했고, 일본 제국 역시 중일 전쟁 당시 중화민국의 역량을 약화시키기 위해 범몽골주의를 통해 내몽골과 외몽골을 하나로 통합한 뒤 일본의 통치권 아래 두려고 했다.
한편 소련 역시 중화민국을 지원하기 위해 1937년 8월 13일 붉은 군대 병력 일부를 몽골 남동쪽과 남쪽에 배치하기로 결정하고 제17군을 몽골에 주둔시켰다.

## 경제

### 소련 지원
1941년부터 1945년까지 독소전쟁 기간 동안, 몽골 인민공화국은 가축, 원자재, 식량, 자금 등을 소련에 지원했다. 1941년 6월 22일 바르바로사 작전이 개시되자 몽골 인민공화국(MNR) 소국가 후랄 의장단, 각료회의, 몽골 인민혁명당(MNRP) 중앙위원회 의장단은 소련에 대한 지지를 선언하였다.
몽골에서는 붉은 군대 지원 기금이 설립되었다. 1941년 10월, 몽골 국민들은 1만 5천 세트의 겨울 복장을 포함한 첫 번째 선물 열차를 조직해 보냈으며, 약 3천 개의 개인 소포가 포함되어 총 180만 투그릭의 가치를 지녔다. 소련 국립은행에는 587,000 투그릭이 현금으로 전달되었다. 1944년 말까지 몽골에서 총 8대의 열차가 식량과 복장으로 이루어진 화물을 싣고 출발했으며, 그 가치는 2,530만 투그릭을 초과하였다. 1945년 초, 127개의 차량으로 구성된 마지막 9번째 선물 열차가 보내졌다.

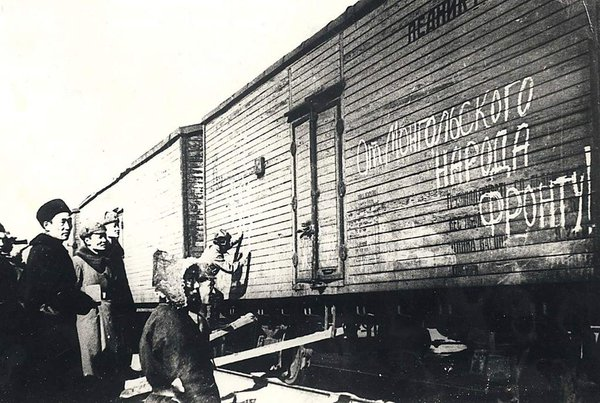
1940년 소련으로 몽골의 말을 보내고 있다. 열차에는 "몽골 인민들로부터! - 전선으로"라고 적혀 있다.

1942년 3월, 몽골 당국은 특별히 설정된 국가 가격으로 말을 구매하는 결정을 내렸다. 전쟁 기간 동안 몽골은 소련에 50만 마리 이상의 말을 공급하였다. 이사 플리예프 장군은 “많은 말이 필요했다. 몽골 친구들은 우리의 요구를 언제나 충족시켜주었고, 소박한 몽골 말은 소련 전차와 함께 베를린에 도달했다!”라고 언급하였다.
몽골은 수천 톤의 고기와 양모, 식량, 의류 완제품, 펠트 및 기타 제품을 대규모로 공급하며 소련에 큰 도움을 제공하였다. 몽골이 소련에 수출한 주요 품목으로는 대형 가축, 소형 가축, 말, 가죽 원자재, 모피 원자재, 모피 코트, 양모, 펠트 등이 있었다. 1941년 6월부터 1945년 말까지 소련은 몽골에서 70만 마리의 대형 가축, 490만 마리의 소형 가축, 40만 마리의 말, 거의 600만 개의 소형 가죽 원자재를 수입하였다. 소련은 전쟁 기간 동안 몽골에 식량과 산업 제품으로 대금을 지급하였다.
몽골은 소련에 대규모 무상 물질적 지원도 제공하였다. 1943년 9월 28일, 몽골인민혁명당 중앙위원회와 몽골 각료회의는 “독일-파시스트 점령군에 의해 피해를 입은 소련 지역과 국민에 대한 지원”이라는 공동 결정을 통해, 해방된 지역 주민들에게 작업용 말과 가축을 지원하자는 호소문을 발표하였다. 1944년 10월 16일 기준, 소련 해방 지역에 41,334마리의 가축이 보내졌으며, 이러한 지원은 1945년까지 계속되었다. 몽골 국민의 무상 물질적 지원은 총 6,500만 투그릭으로 평가되었다.

## 군사
소련과 몽골의 군사적 관계는 1936년 울란바토르에서 체결된 몽골-소련 상호방호협정을 통해 공식화되었지만, 양측은 1934년 11월 신사협정을 통해 이미 상호 지원을 약속한 바 있다. 1939년 5월 13일 소련의 외무장관 뱌체슬라프 몰로토프는 소련 최고 소비에트 제3차 회의에서 "우리의 국경처럼 몽골의 국경을 지켜야 한다"라고 선언하기도 했다.
1941년 바르바로사 작전 개시 이후 몽골 정부는 전차 여단을 편성하기 위한 자금을 모집했다. 1941년 8월 이 전차여단은 연해주에서 설립되었고 1941년 11월 모스크바 전투에서 첫 실전을 치렀다. 1943년 곤치깅 봄쳉드의 주도 하에 몽골 정부는 T-34-76과 T-70을 구매해 해당 전차를 전차 여단에 보냈다. 이 전차 여단은 1943년 제112 "혁명 몽골" 전차 여단으로 재명명되었다.
제112전차여단의 성공에 힘입어 1943년 3월 곤치깅 봄쳉드는 몽골 각료회의에서 소련 공군에 배속될 전투기 편대를 설립할 자금을 모을 계획이 있다고 밝혔다. 몽골 아라트 편대로 명명된 이 편대는 1943년 10월 첫 비행에 나섰고, 바그라티온 작전과 베를린 전투 등 다양한 전투에서 전적을 세웠다.
몽골 인민군이 직접 전투에 참전한 것은 1945년 소련-일본 전쟁 시기였다. 1945년 8월 제1, 제2, 제3기병사단이 이사 플리예프가 지휘하는 몽골-소련 기병기계화연대에 배속되어 몽강연합자치정부를 붕괴시키고 싱안링 축선의 공세에 참여했다. 몽골 인민군의 사령관은 자미양긴 라그바수렌이었다.